# هوري (مؤدي صوت)
هوري (باليابانية: ホリ) هو ممثل هزلي ‏ ومؤدي صوت ياباني، ولد في 11 فبراير 1977 في تشيبا في اليابان.

## وصلات خارجية
- الموقع الرسمي